# Lepanthes zygion
Lepanthes zygion är en orkidéart som beskrevs av Carlyle August Luer. Lepanthes zygion ingår i släktet Lepanthes och familjen orkidéer. Inga underarter finns listade i Catalogue of Life.